# Соборность

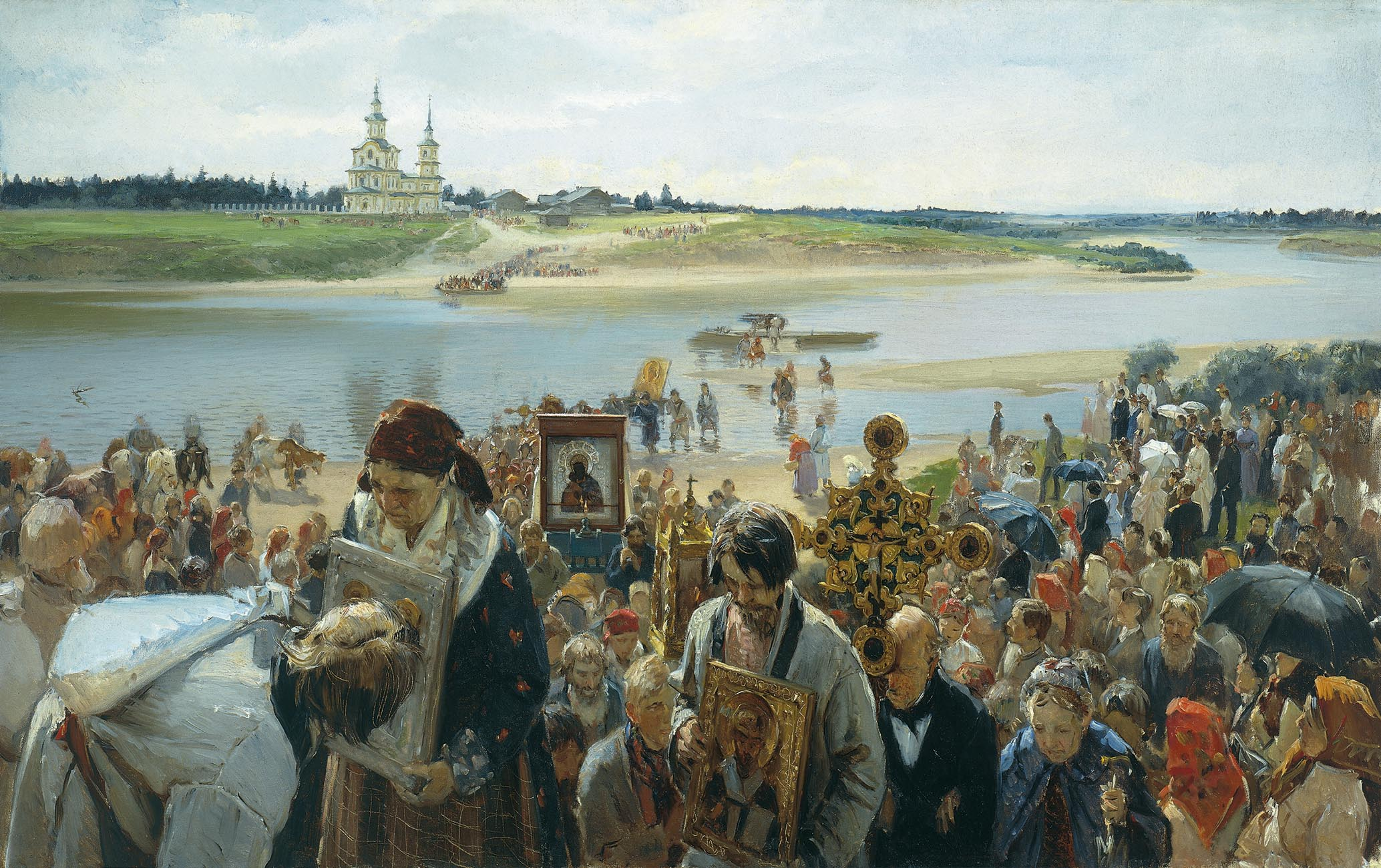
Крестный ход, Илларион Прянишников, 1893

Собо́рность — понятие в русской религиозной философии, означающее свободное духовное единение людей как в церковной жизни, так и в мирской общности, общение в братстве и любви. Термин не имеет аналогов в других языках. По видимому, первым это понятие в нынешнем значении в русский язык ввёл в 1863 году Ю. Ф. Самарин. Может рассматриваться как составляющая часть русского менталитета.

## Перевод слова «καθολικήν» в древнеславянских документах
Собор, соборный — славянские слова, которые употребляются уже в древнейших письменных документах (носивших религиозный характер). В славянской восточнохристианской традиции со временем они обрели характер специального термина, который использовался для перевода греческого термина «католическая» (кафолическая) церковь. Однако в древнейших литературных памятниках слово «собор» (от «сбор») используется применительно, в первую очередь, к собственно церковному зданию (например, в «Паннонском житии святого Мефодия» IX в., говорится, что святой был погребён «в соборной церкви»). Применительно же к Церкви вплоть до XIII века (на территории будущей России — до XIV в.) использовался термин «католическая» («кафолическая») или славянские двойники этого термина — «вселенская» и «всеобщая». Так в произведениях киевского митрополита Илариона автор говорит о «кафоликии» апостольской церкви. Интересно, что схожий оборот («кафоликиею и апостольскою церковью») используется и в «Паннонском житии святого Мефодия», которое, как уже указывалось, знает и термин «собор».
Одно из первых употреблений термина «соборная» в Символе веры в качестве атрибута христианской Церкви («единая соборная и апостольская церковь» вместо «единая католическая и апостольская церковь») можно обнаружить в Загребской Кормчей (1262 г.).
Принимая во внимание тот факт, что собственно «церковь» — экклезия — с греческого переводится как собрание, термин «соборная» стал применяться не только к соборам (зданиям) и Соборам (всеобщим собраниям церковных иерархов — синодам), но и к собственно церкви как совокупности (собранию) верных. К XV веку в болгарской рукописи уже термин «католическая» поясняется с помощью слова «соборная». Впрочем, подобную адаптацию следует признать неудачной, так как «соборность» в данном случае не передаёт специфику византийского термина («вселенская» = относящаяся ко всей Римской империи) и, как калька с «экклезии», превращает догматическую формулу «католическая церковь» в тавтологическую «церковную церковь»). Возможно поэтому после широкого использования термина «соборная» применительно к Церкви в XV—XVIII веках, позднее он снова вытесняется термином «католическая»/«кафолическая», но, с другой стороны, окончательно закрепляется для обозначения собрания верных и места таких собраний (Соборы и соборы).

## «Соборность» у Алексея Хомякова
Алексей Хомяков, который ввёл термин «соборность» в философский оборот, был одним из основателей движения славянофилов. Пытаясь отыскать основу русской/славянской идентичности, он указывал на православие. Именно сохранение православия, оставшегося, по его мнению, единственно верной истиной христианского учения, составляет миссию славян. Под «соборностью» Алексей Хомяков подразумевал специфическую целостность Церкви, которую он противопоставлял и протестантскому индивидуализму, и католическому единству. Однако следует сделать оговорку: термин «соборность» появляется у философа в позднем периоде творчества и, по всей вероятности, заимствуется им из славянского перевода Никео-Цареградского Символа веры: «Верую <…> Во единую, Святую, Соборную и Апостольскую Церковь».
Так ещё до 40-x годах XIX века он следующим образом раскрывает собственное понимание «соборности»:

Церковь называется единою, святою, соборною (кафолическою и Вселенскою) и апостольскою; потому что она едина и свята, потому что она принадлежит всему миру, а не какой-нибудь местности; потому что ею святятся всё человечество и вся земля, а не один какой-нибудь народ или одна страна; потому что сущность её состоит в согласии и в единстве духа и жизни всех её членов, по всей земле признающих ее; потому, наконец, что в Писании и учении апостольском содержится вся полнота её веры, её упований и ее любви.

Алексей Хомяков считал, что словом «соборность» слово «католичество» заменили ещё Просветители славян Кирилл и Мефодий. Он даже усматривал в этом некоторый высший смысл. Так, оппонируя иезуиту князю Ивану Гагарину, Хомяков утверждал, что несмотря на отсутствие текстов символа веры, современных Кириллу и Мефодию, текст символа дошёл до XIX века именно от этих братьев, и именно они предложили использовать слово «соборная» (а не «католическая») в отношении церкви. 
«Естественно возникает вопрос: существовало ли на Славянском языке слово, вполне соответствующее понятию всеобщности? Можно бы привести несколько таких слов, но достаточно указать на два: всемирный и вселенский. <…> Первое из приведенных слов (всемирный) встречается в очень древних песнопениях; древность второго (вселенский) также несомненна; оно употребляется, говоря о Церкви, для выражения ее всеобщности (вселенская Церковь) и говоря о соборах (Вселенский собор — concile oecuménique). Итак, вот к каким словам прибегли бы первые переводчики для передачи слова кафолический, если б они придавали ему значение всемирности. Я, разумеется, нисколько не отрицаю, что слово καθολικός (из κατὰ и ὅλα, с подразумеваемым ἔθνη — народы, или другим однородным существительным) может иметь и значение всемирности; но я утверждаю, что не в таком смысле было оно понято Славянскими первоучителями. Им и на мысль не пришло определить Церковь географически или этнографически; такое определение, видно, не имело места в их богословской системе. Они остановились на слове соборный, собор выражает идею собрания не только в смысле проявленного видимого соединения многих в каком-либо месте, но и в более общем смысле всегдашней возможности такого соединения, иными словами: выражает идею единства во множестве».

Когда А. Хомяков обращается к понятию «соборности», он фактически превращает более-менее удачный переводческий термин в инструмент идеологии. Этот шаг находится в русле наиболее востребованных для XIX века стратегий рациональной легитимации — легитимации через апелляцию к истории как субстанции бытия: именно историческая приверженность Руси к соборности определяет её особую миссию и судьбу. Однако, по всей вероятности, следует говорить о том, что именно специфическое понимание соборности выступало одной из составляющих новой культурной идентичности, сформировавшейся в XIV—XVII вв., а именно идентичности российской. Религиозную природу и значимость этой идентичность и отстаивает А. Хомяков в своём творчестве:
«В протестантстве свобода для целой общины есть свобода постоянного колебания, свобода всегда готовая взять назад приговоры, ею же произнесенные накануне, и никогда не уверенная в решениях, произносимых нынче. Для отдельного лица, столь же мало верующего в общину, сколь мало сама община верит в себя, свобода есть или свобода сомнения, проявляющаяся в том, кто, зная себя, сознаёт свою немощь, или свобода нелепой веры в себя, проявляющаяся в том, кто творит себе кумир из своей гордости. В том и другом виде это пожалуй тоже свобода, но иного рода, свобода без благословения Божия, свобода в смысле политическом, но не в смысле христианском.
Единство истинное, внутреннее, плод и проявление свободы, единство, которому основанием служит не научный рационализм и не произвольная условность учреждения, а нравственный закон взаимной любви и молитвы, единство, в котором, при всем различии в степени иерархических полномочий на совершение таинств, никто не порабощается, но все равно призываются быть участниками и сотрудниками в общем деле, словом — единство по благодати Божией, а не по человеческому установлению, таково единство Церкви».
И именно голосом русской православной церкви говорит, по мнению Алексея Хомякова, вселенская Церковь.
Ряд исследователей указывают, что идеи соборности Алексей Хомяков заимствовал из книги немецкого католического богослова Иоганна Адама Мёлера (1796—1838) «Единство в Церкви, или Принцип кафоличности, представленный в духе отцов Церкви первых трех веков». Отмечается, что «Учение о соборности у Мёлера, отвергающее авторитаризм, дополняется у Хомякова единством благодати, а проблема внешнего единства, единства церковного тела, его не занимала».
Свою работу «Церковь одна» с толкованием соборности Хомяков намеревался (в шутку или всерьёз) «перевести на греческий и выдать за сочинение некоего древнего Отца Церкви», пишут исследователи его творчества.

## Последующее использование термина
Принадлежащая Алексею Хомякову концепция соборности, таким образом, представляет собой идеологию российской государственности и не случайно стала одним из источников движения славянофилов. В духе этой концепции идея соборности понималась в русской религиозной философии. Концепция соборности многосторонне развита в русской религиозно-философской мысли: А. С. Хомяков, Вл. Соловьёв, Н. Ф. Фёдоров, Е. Н. Трубецкой, П. А. Флоренский, С. Н. Булгаков, Н. А. Бердяев и др. Сергей Булгаков говорил, что Соборность — это «душа православия». Впрочем и сам термин «соборность», несущий в себе существенную религиозную нагрузку, и традиция его философской интерпретации (Хомяков и последователи) имели широкое хождение и влияние в православной части Европы и из области собственно интеллектуальной перекочевали в политический дискурс. Митрополит Иоанн (Снычёв) под соборностью понимал «единство народа в исполнении христианского долга»